# همپتون موریس
همپتون موریس (انگلیسی: Hampton Morris؛ زادهٔ ۱۷ فوریهٔ ۲۰۰۴) وزنه‌بردار اهل ایالات متحده آمریکا است.